# النفط في الولايات المتحدة

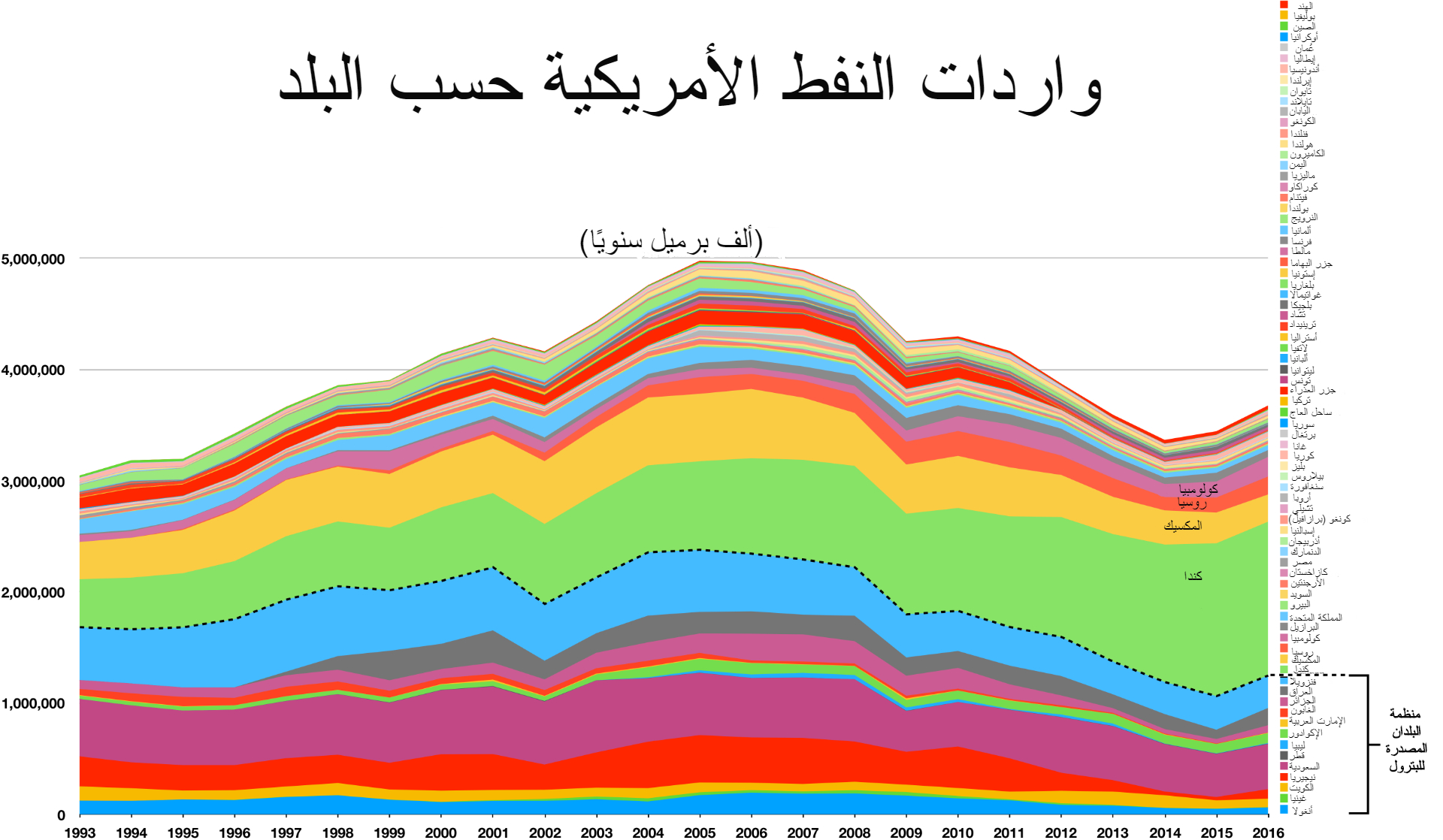
واردات الولايات المتحدة من المنتجات النفطية حسب البلد

كان النفط في الولايات المتحدة يعدّ صناعةً رئيسية منذ وقتٍ قصير بعد اكتشاف النفط في منطقة أويل كريك في تيتوسفيل في ولاية بنسلفانيا في عام 1859. تشمل صناعة النفط التنقيب عن الغاز الطبيعي والنفط وإنتاجهم ومعالجتهم (تكريرهم) ونقلهم وتسويقهم. اعتبارًا من عام 2019، أصبحت الولايات المتحدة تُعدّ أكبر دولةٍ منتجةٍ للنفط في العالم. كانت المنطقة الرائدة بإنتاج النفط في الولايات المتحدة في عام 2014 هي تكساس [3.17 مليون برميل (504000 متر مكعب) يوميًا]، تليها المنطقة الفيدرالية لخليج المكسيك [1.40 مليون برميل (223000 متر مكعب) يوميًا]، تليها داكوتا الشمالية [1.09 مليون برميل (173000 م 3) يوميًا] وكاليفورنيا [0.50 مليون برميل (79000 متر مكعب) يوميًا].
استخرجت صناعة النفط 4.46 مليار برميل من النفط الخام في الولايات المتحدة في 2019  وهو رقمٌ قياسي، بقيمة متوسط سعر رأس البئر 55 دولارًا للبرميل. كان إنتاج النفط لعام 2019 أكثر من ضعف الإنتاج قبل عشر سنوات، في عام 2009.
حقّق إنتاج الغاز الطبيعي في الولايات المتحدة مستوياتٍ قياسية جديدة لكلّ عام بدءًا من عام 2011 حتى عام 2014. بلغ إنتاج الغاز الطبيعي المسوّق في عام 2014، 74.7 مليار قدمٍ مكعب في اليوم، بزيادةٍ بلغت 44% عن معدّل 51.9 مليار قدم مكعب في اليوم في عام 2005. وخلال الفترة الزمنية نفسها، زاد إنتاج سوائل الغاز الطبيعي بنسبة 70%، من 1.74 مليون برميل يوميًا في 2005 إلى 2.96 مليون برميل يوميًا في 2014. في أبريل 2015، جرى إنتاج الغاز الطبيعي بمعدّل 79.4 مليار قدم مكعب في اليوم الواحد.
في عام 2014، كان النفط والغاز الطبيعي أكبر مصدرين للطاقة في الولايات المتحدة، إذ وفّرا 63% من الطاقة المُستهلكة (النفط 35% والغاز 28%). في عام 2008، استهلكت الولايات المتحدة 19.5 مليون برميل (3100000 متر مكعب) يوميًا من المنتجات البترولية، 46 بالمئة منها من البنزين، و20 بالمئة من وقود الديزل وزيت التدفئة، و10 بالمئة من غاز البترول المُسال. في عام 2018، استوردت الولايات المتحدة 11% من النفط الذي استخدمته، وهو أدنى مستوى منذ عام 1957. وكانت أكبر مصادر النفط المستورد في الولايات المتحدة: كندا (40%) والمملكة العربية السعودية (11%) وفنزويلا (9%) والمكسيك (8%) وكولومبيا (4%).
وفقًا لمعهد النفط الأمريكي، تدعم صناعة النفط والغاز الطبيعي تسعة ملايين وظيفة في الولايات المتحدة وتشكّل سبعة بالمئة من الناتج المحلي الإجمالي للبلاد.

## هيكل الصناعة

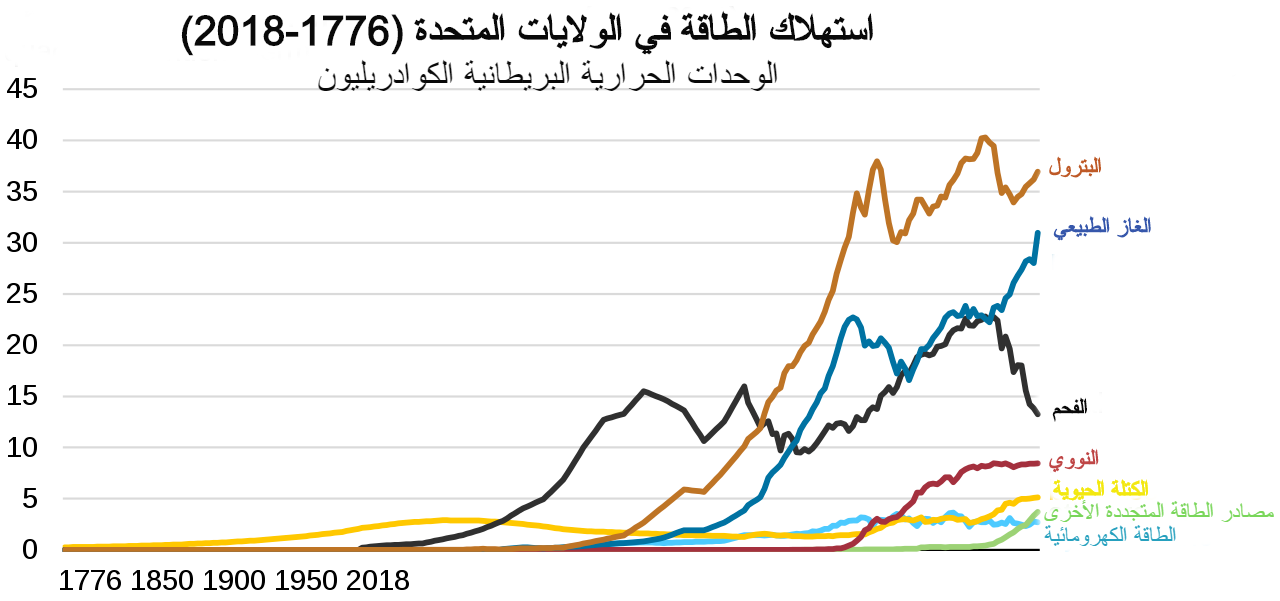
استهلاك الطاقة في الولايات المتحدة ، بين عامي 1776-2018 المحور العامودي يشير إلى كميات الاستهلاك بوحدة كواد والمحور الافقي يمثل السنوات.

تتكوّن صناعة النفط في الولايات المتحدة من آلاف الشركات التي تعمل في مجال التنقيب عن النفط وإنتاجه ونقله وتكريره وتوزيعه وتسويقه. غالبًا ما تنقسم صناعة النفط والغاز في الولايات المتحدة بصورةٍ غير رسمية إلى «المنبع» (التنقيب والإنتاج)، و«منتصف المجرى» (النقل والتكرير)، و«المصب» (التوزيع والتسويق). قطاع الصناعة المنخرط في التنقيب عن النفط وإنتاجه مطابقٌ لجميع الأغراض العملية مع قطاع التنقيب عن الغاز الطبيعي وإنتاجه، لكن للنفط والغاز الطبيعي قطاعاتٌ مختلفة في منتصف المجرى والمصب (انظر: الغاز الطبيعي في الولايات المتحدة).

### شركات النفط الكبرى

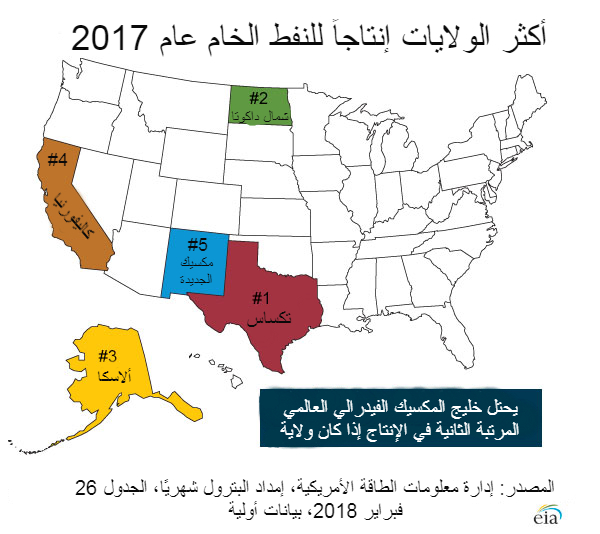
أعلى 5 ولايات منتجة للنفط في الولايات المتحدة في عام 2017

ليس لمصطلح شركة النفط الكبرى تعريفٌ رسمي، ولكنه يشير عادةً إلى شركةٍ كبيرة متكاملة رأسيًا، تُمارس العمليات في جميع أو معظم مراحل الصناعة، من التنقيب إلى التسويق. لدى العديد من الشركات الكبرى عملياتٌ دولية.
تسمّى أكبر الشركات الكبرى في بعض الأحيان بالست الكبار. غالبًا ما ينطبق هذا المصطلح على بي بي (BP) وشل (RDS) وإكسون موبيل (XOM) و شيفرون (CVX) وتوتال (TOT)، وجميعها يعمل في الولايات المتحدة.

### الشركات المستقلّة
الشركة المستقلّة هي شركة تمارس جميع عملياتها أو معظمها تقريبًا ضمن قطاعٍ محدود من الصناعة، مثل التنقيب والإنتاج أو التكرير أو التسويق. على الرغم من أن معظم الشركات المستقلّة صغيرةٌ مقارنةً بالشركات الكبرى، إلا أن هناك بعض الشركات الكبيرة جدًا التي ليست متكاملة رأسيًا، وبالتالي يجري تصنيفها كشركاتٍ مستقلّة.